# Edificio Harry Hurt
Edificio Harry Hurt (en inglés: Harry Hurt Building) es un edificio histórico ubicado en Opa-locka, Florida.  Edificio Harry Hurt se encuentra inscrito  en el Registro Nacional de Lugares Históricos desde el 22 de marzo de 1982.  

## Ubicación
Edificio Harry Hurt se encuentra dentro del condado de Miami-Dade en las coordenadas 25°54′05″N 80°15′04″O / 25.901389, -80.251111.